# ルイブノフスク
ルイブノフスク（ロシア語：Рыбновск）は、北樺太（サハリン北部）の北西部の町。リブノフスクとも呼ばれている。岡本監輔の記した窮北日誌では田村隖（たむらお）と書かれ、大日本地名辞書では田村尾（たむらお）と書かれている。